# Zsolnay-mauzóleum
A Zsolnay-mauzóleum Pécs „Ledina” nevű városrészén található épület, amely a Zsolnay család temetkezési helye volt. A mauzóleumot felújították, így 2011 júliusától ismét látogatható.

## Története
Zsolnay Vilmos 1900. március 23-án hunyt el, akkor a pécsi Budai városrész ótemetőjének Szent Mihály-kápolnájában temették el. A következő évben, 1901-ben veje, Sikorszky Tádé tervei alapján került tető alá ez az épület, aki a gyár művészeti vezetője és ismert műépítész volt. További 12 év munkájával, a fiú, Miklós megörökítette apja életművét.
1913. október 13-án este fél 10-kor hozták ki a temetőből vállukon az ezüstözött ónkoporsót a fiú Miklós és a három fiú unoka: Zsolt, László és Tibor, és vitték a mauzóleumhoz fölvezető följárón, ahol a Zsolnay porcelángyár dolgozói sorfalat álltak és acetén lámpával világítottak. Felvitték a kápolnába, ahol megtartották az istentiszteletet, majd 1913. október 13-án 11 órakor, teliholdnál levitték a kriptába és elhelyezték a szarkofágban, mely most is nyugvóhelye. 1919-ben a feleség, Bell Teréz halálakor a szarkofágot megmélyítették, és a férj fölé temették el őt.
Zsolnay Miklós, a fiú, 1922. február 25-én hunyt el egy Bécs melletti szanatóriumban, ahonnét különvonat szállította Pécsre, a városháza előtt tartották meg a búcsúbeszédeket, és utána helyezték el a kriptában, az egyik, optikai szempontból legfontosabb sírhelyre, amely később a két lánytestvér nyugvóhelye is volt. Miklós ma is a kriptában nyugszik. A többi családtag koporsóit, urnáit vandál kezek meggyalázták, feltörték, csontjaikat szétszórták. 1986-ban a teljes megsemmisülés határán volt a mauzóleum, amikor egy lokálpatrióta városvédő, Lovas László 15 év munkájával mentette meg a mauzóleumot és fejtette meg az eozin-rejtélyt, és ma már be is tudja bizonyítani. Ő a Városvédő Egyesület és a Zsolnay-család által létrehozott kuratóriumnak az elnöke.

## Az épületről

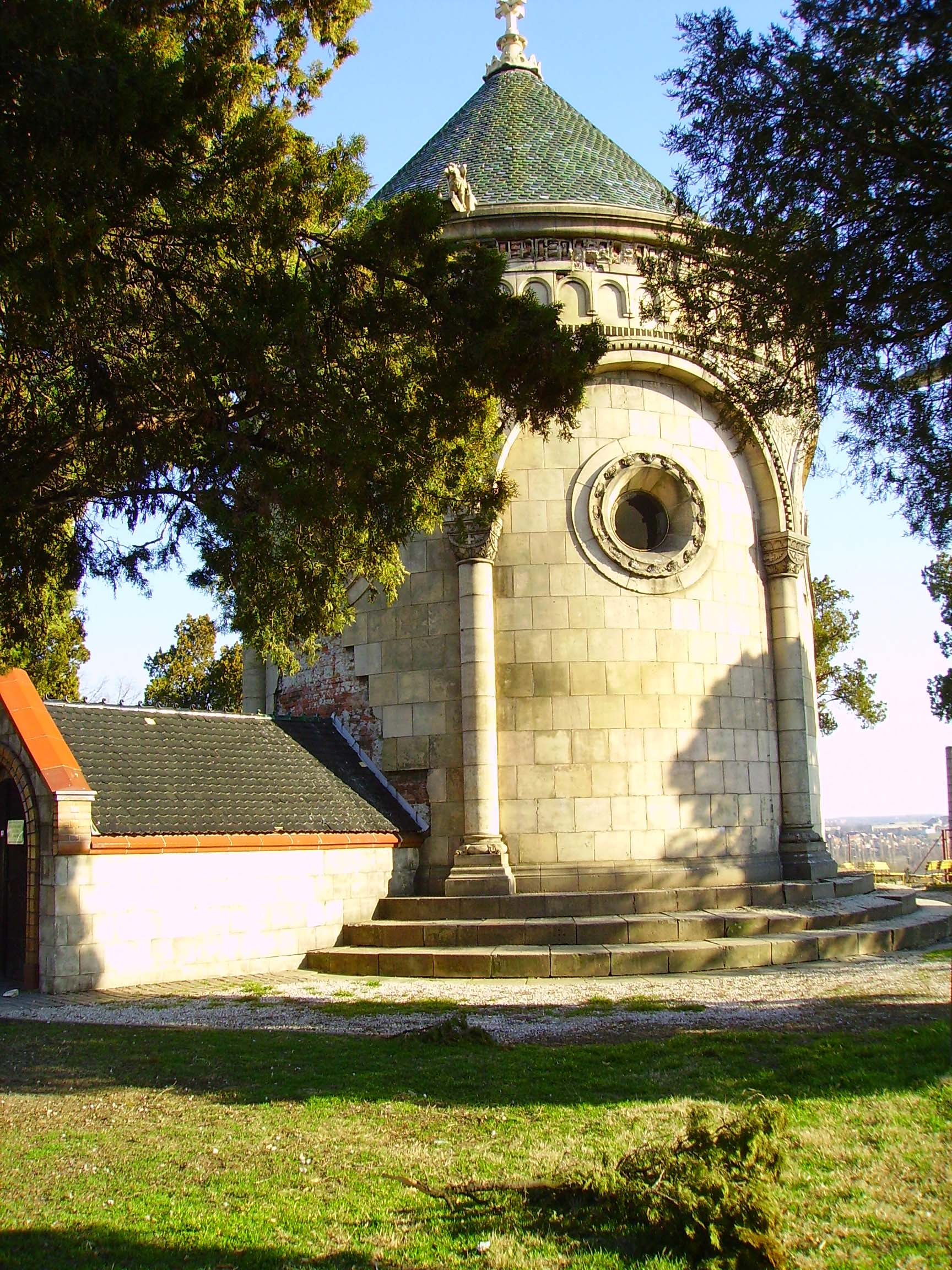
A Zsolnay-mauzóleum a 2010-es felújítások előtt

A kápolnának különleges akusztikája és optikája van, a benti hangok gyönyörűen csengenek, és hallatszanak a kápolnán kívül is.
Az alsó szintre a mauzóleum északi ajtaján juthatunk le, ehhez kilépünk a kápolnából és megkerüljük az épületet és megcsodálhatjuk kívülről. A kör alakú építményt lépcsők keretezik, mind-mind ívelt kerámialépcsők, pirogránit fagyálló agyagból égetve, rajtuk itt-ott lyukakat láthatunk, melyek nem cél nélküliek. Az épület természetes légkondicionálását szolgálják. A most üveg nélküli 6 ablak és a gondosan kiszámított helyeken elhelyezett lyukak segítségével a levegő állandó áramlása biztosítja a folyamatos levegőcserét.
Az épület tetejét is Zsolnay-cserép borítja, zöld mázas tetőcserép. A vízköpők, a 40×40-es vízelvezető árok mind-mind a Zsolnay-család munkái.
Az épület északi oldalán, a másik bejáraton belépve 17 lépcsőn juthatunk be a temetkezési helyre. A kápolna közepén lévő kör alakú nyíláson felnézve a déli bejárat fölött elhelyezett félkör alakú domborműre lehet látni, mely egy szemhez hasonlít. A nyugati oldalon látható Zsolnay Vilmos domborműves arcképe. A déli oldalon egy kerámiatörténeti kuriózumot láthatunk, a vörös lüsztert.
A szarkofág keleti oldalának dísze egy pajzs. Júlia tervezte édesapja kérésére 1892-ben, a város ókereszténykori szimbólumát mintázta meg elsőként a Zsolnay-család (az öt tornyot, Pécs jelképét), így lett ez a család és a gyár jelképe az eozin korszakban, amely 1896-1922-ig tartott. Mint márkajelet használták az eozinmáz jelölésére.
Az épülő Zsolnay-negyedtől a mauzóleumig tartó sétányt újra 42 darab pirogránitból készült oroszlán díszíti két oldalról valamint a járóburkolat is megújult. A felújítások korabeli fotók és tervrajzok alapján készültek.

## A vörös lüszter
Minerva modellje Bell Teréz, az anya, akinek Zsolnay Vilmos jelképesen felajánlja mécses formájában a fény szimbólumot. Az eozin fényét ajánlja föl, az ő szellemének fényénél született. Zsolnay Vilmost erre a szertartásra elkíséri a család. Fia, Miklós géniuszként, őrangyalként őrködik apja életműve fölött, szárnya alá veszi, óvja a két lánytestvért, Júliát és Terézt. Az ő gyermekeik viszik tovább a nevet. Mögöttük a két férj Matyasovszky Jakab, Teréz férje és Sikorszky Tádé, Júlia férje. Háttérben a sátortemplom a kereszténység alapszimbóluma. A megfelelő megvilágításban a főalak, Minerva aranybíborban, a mellékalakok aranybíbor-ezüst színben, a két férj semleges színben látszanak, mert nem a vérségi vonalhoz tartoznak.

## Képgaléria

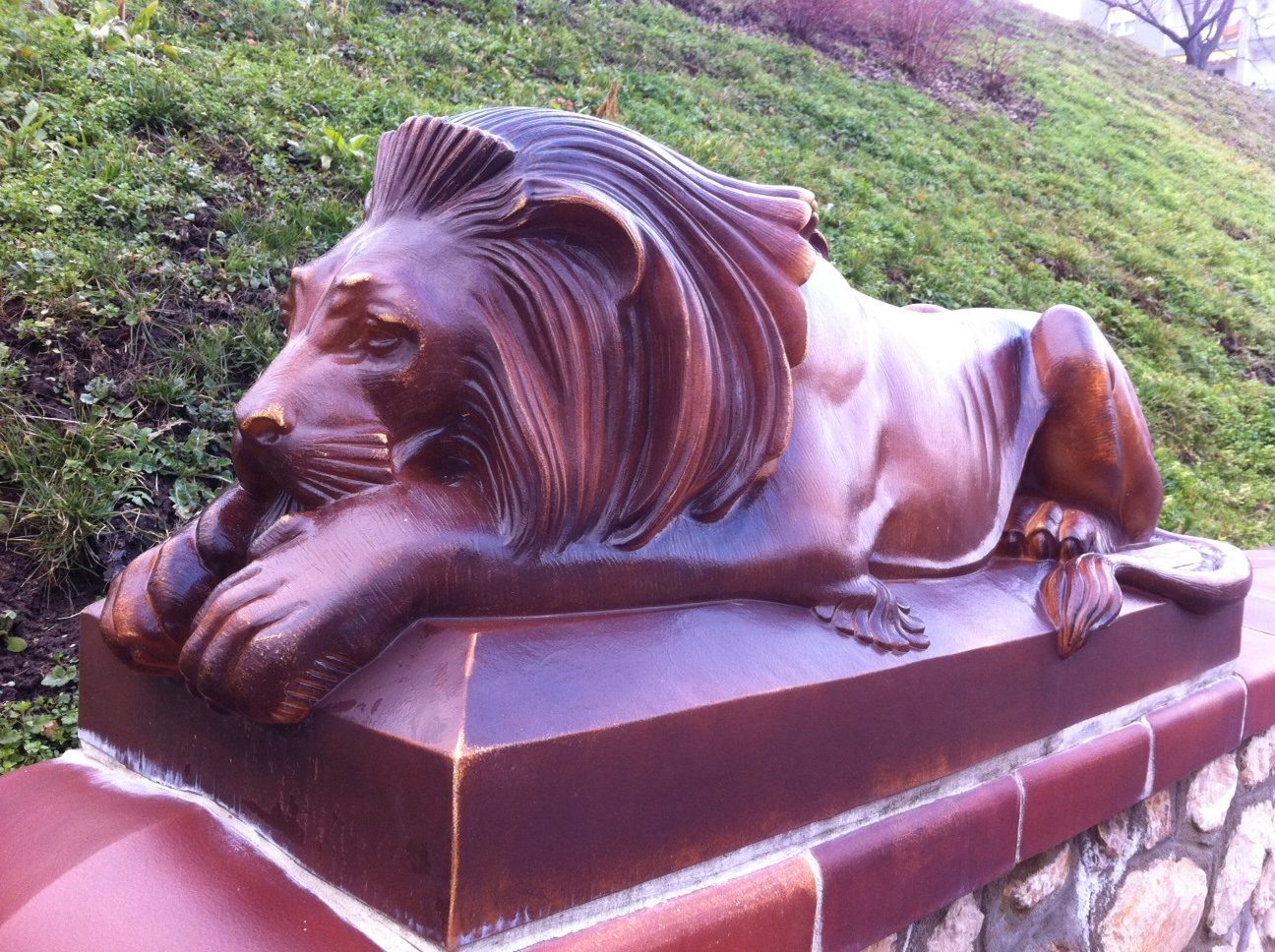
Oroszlán szobor a mauzóleumhoz vezető sétányon.
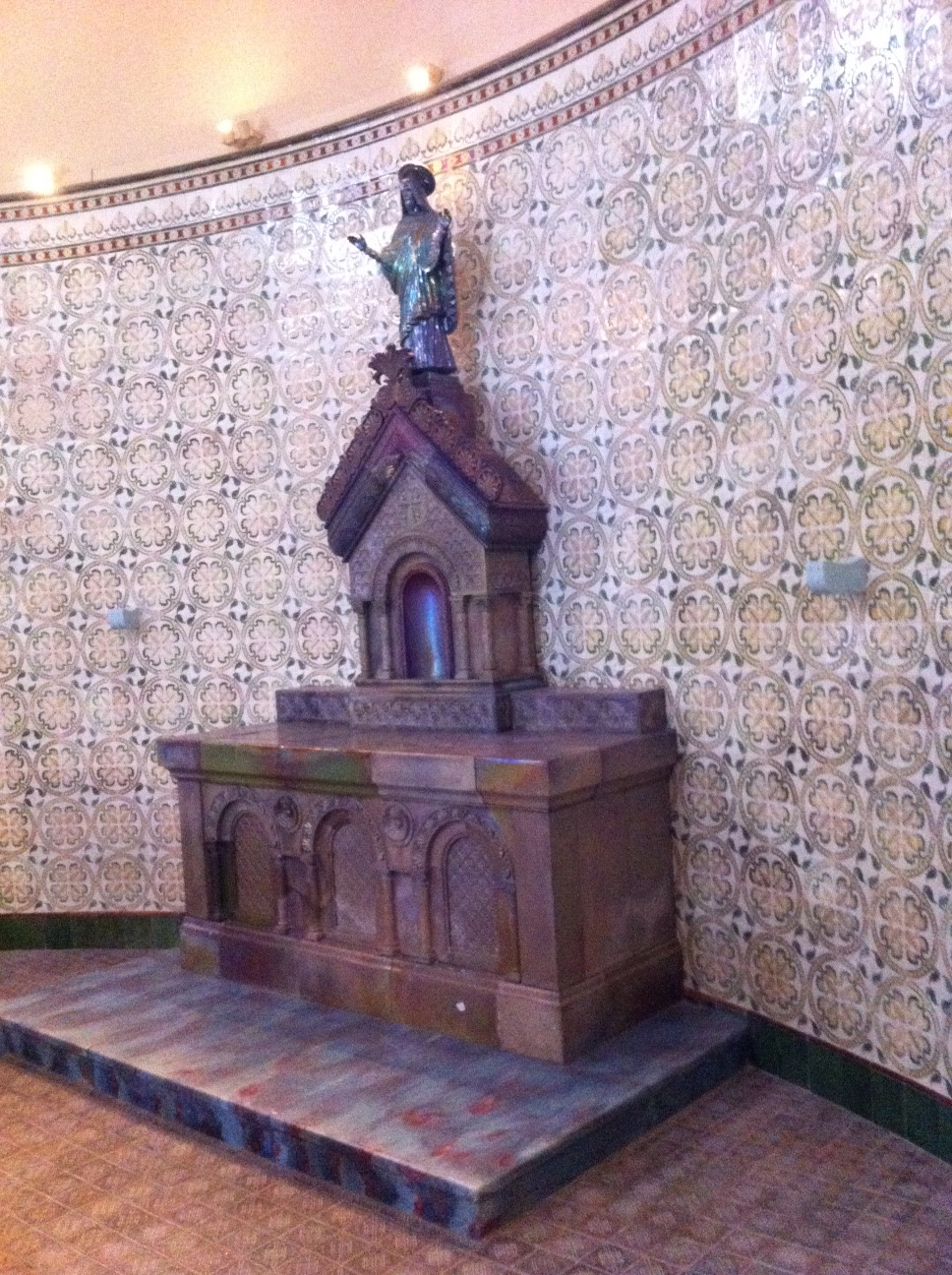
Eozin oltár a kápolnában.
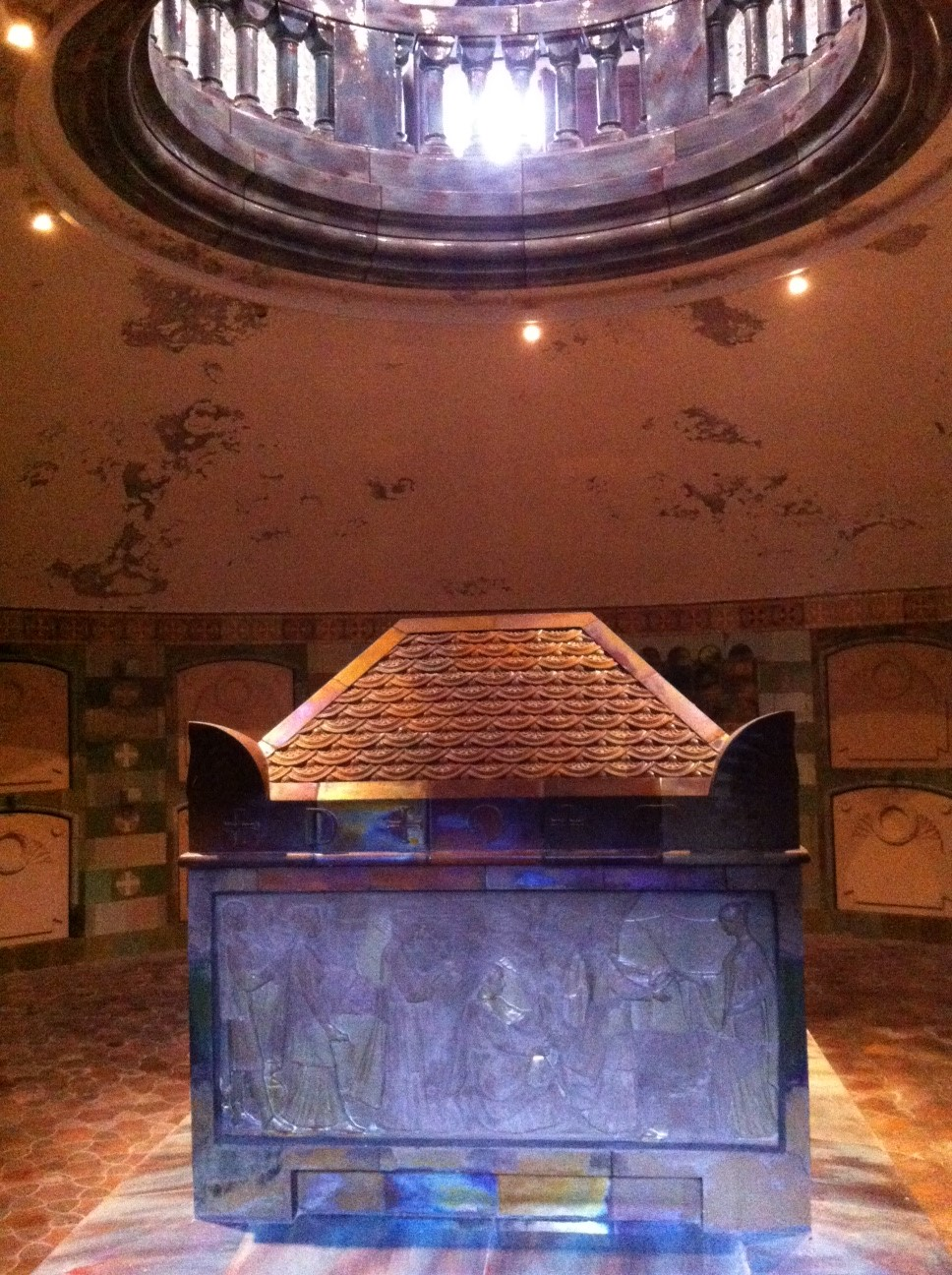
Zsolnay Vilmos és feleségének nyughelye.
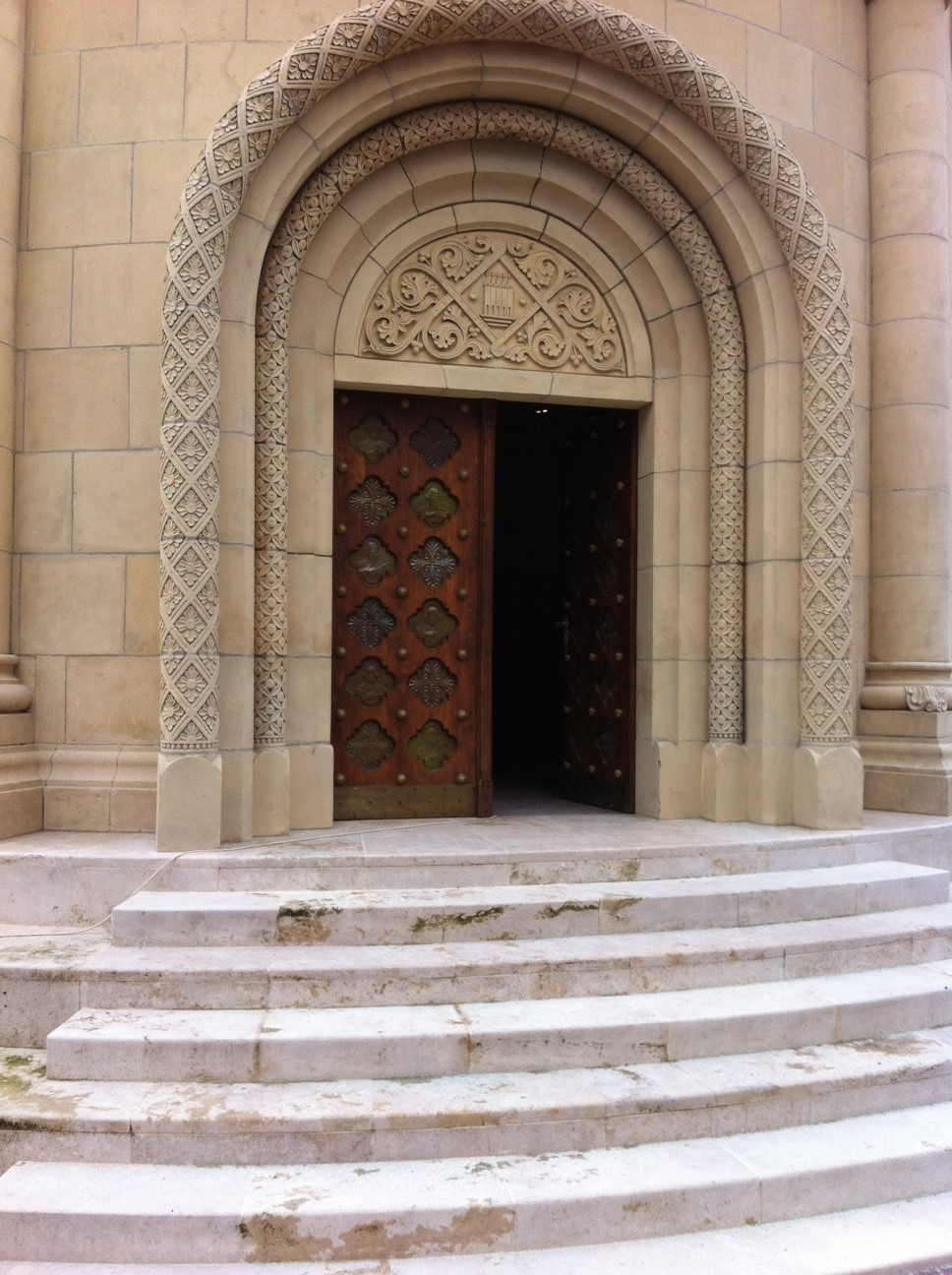
A mauzóleum főbejárata.

## Külső hivatkozások
- A Zsolnay-mauzóleum hivatalos oldala